# Crocidura canariensis
Crocidura canariensis är en däggdjursart som beskrevs av Hutterer, Lopez-Jurado och Vogel 1987. Crocidura canariensis ingår i släktet Crocidura och familjen näbbmöss. Inga underarter finns listade i Catalogue of Life.
Arten har gråaktig päls, ibland med röda nyanser.
Denna näbbmus förekommer på östra Kanarieöarna på Lanzarote, Fuerteventura, Isla de Lobos och Mount Clara. Arten lever i varma lavafält och äter insekter samt maskar. Crocidura canariensis besöker även trädgårdar och andra områden som gränser till lavafält. När yttertemperaturen blir för varmt (ibland upp till 60 ºC) stannar näbbmusen i boet, där det är kyligare. På Mount Clara hittas arten bara vid kusten.
Födan utgörs av insektslarver och av ödlan Gallotia atlantica som bedövas med giftet som finns i näbbmusens saliv.
Beståndet hotas av landskapsförändringar och av introducerade fiender som katter. Hela utbredningsområdet är uppskattningsvis 4,9 km² stort. IUCN kategoriserar arten globalt som starkt hotad.